# 张军 (羽毛球运动员)
張軍（1977年11月26日—），江蘇蘇州人，中国前男子羽毛球运动员，中国共产党党员，現任中国羽毛球协会主席、南京体育学院副校长及中国国家羽毛球队双打组主教练。

## 生涯
張軍於1986年入讀蘇州市體校，4年後進江蘇省體工隊，1991年12月加入南京体育学院竞技体育一系羽毛球队，後來在1996年進入選國家隊。
張軍善於後場攻擊，他於1997年，即入選國家隊的次年就取得了中國公開賽的男子雙打項目亞軍。1年後，贏得了瑞士公開賽的男雙賽冠軍，並獲得了亞洲錦標賽的男雙項目亞軍、曼谷亞運的男團項目銀牌。
1999年，又奪得了羽毛球賽的其中一個重要錦標—蘇迪曼杯的冠軍。1年後，由於長期拍擋張尉在悉尼奧運前受傷，因此張軍被改為打混雙賽。2000年悉尼奧運，張軍與高崚合作無間，最終贏得了羽毛球混雙項目的金牌，該面金牌是中國奧運史上的首面混雙項目的金牌。
同年，兩人贏得了泰國公開賽的混雙項目冠軍，又於馬來西亞及日本公開賽中的混雙賽中四強出局。2001年，張軍再次與張尉拍擋，並於國際羽毛球超級大獎賽中奪冠、世界羽毛球大獎賽總決賽的男雙賽事取得季軍。而於混雙中，高崚與張軍於世界羽毛球大獎賽的混雙賽得季軍，又世錦賽的混雙冠軍、中國與日本公開賽中的混雙賽四強出局、全英羽毛球公開賽的冠軍以及南韓公開賽得亞軍。
2002年，張軍與高崚於全英賽得季軍、中國公開賽冠軍、亞錦賽冠軍、亞運會中八強出局、印尼公開賽混雙四強出局，又與張尉在中國、印尼、新加坡以及全英公開賽中的男雙賽八強出局、日本公開賽四強出局。
一年後高崚與張軍贏得了日本和全英公開賽的混雙項目冠軍。2004年，兩人於雅典奧運以2:1戰勝英國組合，不僅為中國贏得了第14面金牌，也成功衛冕該項目的冠軍。
2005年，张军夥拍蔡赟贏得了十運會的男雙項目金牌，同時成為蘇迪曼杯冠軍隊的成員。2007年退役，任中国国家羽毛球队女队助理教练。
张军退役后在中国国家羽毛球队执教，先后培养出蔡赟、傅海峰、张楠等新一代奥运冠军。2017年年初，他成为了中国国家队双打组主教练；及至2018年年初，在中国羽毛球协会届中调整中，当选中国羽协副主席。
2019年1月28日，中国羽毛球协会举行的第六届全国代表大会上，张军当选中国羽协主席。2023年8月，任南京体育学院副校长。同月16日，连任中国羽协主席。

## 主要比賽成績
只列出曾進入準決賽的國際賽事成績：
| 年份   | 賽事                     | 項目     | 拍檔 | 成績   |
| ------ | ------------------------ | -------- | ---- | ------ |
| 2000年 | 奥林匹克运动会羽毛球比赛 | 混合雙打 | 高崚 | 金牌   |
| 2001年 | 世界羽毛球大獎賽總決賽   | 男子双打 | 张尉 | 準決賽 |
| 2001年 | 世界羽毛球大獎賽總決賽   | 混合雙打 | 高崚 | 準決賽 |
| 2002年 | 亞洲羽毛球錦標賽         | 混合雙打 | 高崚 | 金牌   |
| 2004年 | 奧林匹克運動會羽毛球比賽 | 混合雙打 | 高崚 | 金牌   |
| 2005年 | 中國羽毛球大師賽         | 混合雙打 | 高崚 | 冠軍   |
| 2005年 | 香港羽毛球公開賽         | 混合雙打 | 高崚 | 準決賽 |
| 2006年 | 全英羽毛球公開賽         | 混合雙打 | 高崚 | 冠軍   |
| 2006年 | 中國羽毛球大師賽         | 混合雙打 | 高崚 | 亞軍   |
| 2006年 | 香港羽毛球公開賽         | 混合雙打 | 高崚 | 準決賽 |
| 2006年 | 羽毛球世界盃             | 混合雙打 | 高崚 | 銅牌   |

### 世界冠軍頭銜
張軍在羽毛球生涯中共奪得 4 項羽毛球世界冠軍頭銜。
| 賽事                     | 奪冠次數 | 年份                       |
| ------------------------ | -------- | -------------------------- |
| 奧林匹克運動會羽毛球比賽 | 2        | 2000年、2004年（混合雙打） |
| 世界羽毛球錦標賽         | 1        | 2001年（混合雙打）         |
| 蘇迪曼盃                 | 1        | 2005年（混合團體）         |
| 總計                     | 4        |                            |

### 奧運會和世錦賽參賽紀錄
|          | 搭檔 | 1999 | 2000 | 2001 | 2003 | 2004 | 2005 | 2006 |
| -------- | ---- | ---- | ---- | ---- | ---- | ---- | ---- | ---- |
| 混合雙打 | 高崚 | 32強 | 金牌 | 冠軍 | 亞軍 | 金牌 | 8強  | 8強  |

## 個人生活
张军的妻子為退役中國花樣游泳運動員胡妮。二人於2006年11月10日在苏州成婚。兒子张翀铭於2009年10月27日在北京出生。

## 外部連結
- 张军在国际奥林匹克委员会的资料

| 民事職務      | 民事職務                       | 民事職務 |
| ------------- | ------------------------------ | -------- |
| 前任： 蔡振华 | 中國羽毛球協會主席 2019年1月－ | 現任     |